# 32. Sinfonie (Mozart)
Die Sinfonie G-Dur Köchelverzeichnis 318 komponierte Wolfgang Amadeus Mozart 1779 in Salzburg. Nach der Alten Mozart-Ausgabe trägt die Sinfonie die Nummer 32.

## Allgemeines

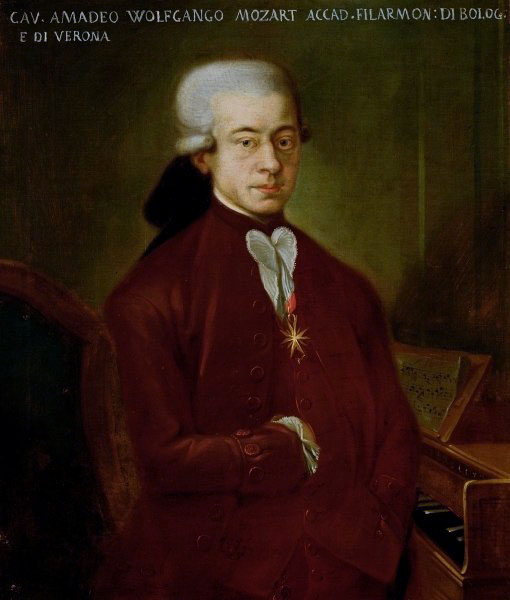
Mozart im Jahr 1777

Mozart schrieb die Sinfonie, die vom 26. April 1779 datiert ist, kurz nach seiner Rückkehr aus Paris in Salzburg. Sie ist mit ihren drei ineinander übergehenden Sätzen im Stil einer italienischen Ouvertüre gehalten, wobei der letzte Satz die reprisenartige Wiederholung des ersten ist. Hervorzuheben sind  die große Besetzung mit vier statt der sonst üblichen zwei Hörner sowie einige klangliche Effekte (z. B. Crescendo, klangfarbenreiche Bläsereinwürfe, Tremolo und kurzfristige Wechsel von forte und piano).
Ob die Sinfonie ursprünglich als Einleitung einer (eigenen) Oper konzipiert war, ist unklar; mögliche Kandidaten hierfür sind Zaide Köchelverzeichnis (KV) 344 sowie Thamos, König in Ägypten KV 345. Mozart benutzte das Werk 1785 erneut für eine Aufführung von Francesco Bianchis La villanella rapita.

## Zur Musik
Besetzung: 2 Querflöten,  2 Oboen, 2 Fagotte, 4 Hörner, 2 Trompeten, Violinen, Violen, Violoncello, Kontrabass. Wahrscheinlich wurde zudem – sofern im Orchester vorhanden – ein Cembalo als Continuo eingesetzt. Dies gilt auch für die Pauken, die nicht im Autograph aufgeführt sind. Die „erweiterte Orchestrierung“ ist möglicherweise nachträglich (1782 oder 1783) in Wien entstanden.
Aufführungszeit:  ca. 8 Minuten.
Bei den hier benutzten Begriffen der Sonatensatzform ist zu berücksichtigen, dass dieses Schema in der ersten Hälfte des 19. Jahrhunderts entworfen wurde (siehe dort) und von daher nur mit Einschränkungen auf die Sinfonie KV 318 übertragen werden kann. – Die hier vorgenommene Beschreibung und Gliederung der Sätze ist als Vorschlag zu verstehen. Je nach Standpunkt sind auch andere Abgrenzungen und Deutungen möglich. Da die einzelnen „Teile“ der Sinfonie nahtlos ineinander übergehen, könnte man statt von drei auch nur von einem Satz sprechen. Hier wird wegen der Übersichtlichkeit die Dreiteilung beibehalten, die Taktnummerierung ist jedoch fortlaufend.

### Erster Satz: Allegro spiritoso
G-Dur, 4/4-Takt, 109 Takte
Die Audiowiedergabe wird in deinem Browser nicht unterstützt. Du kannst die Audiodatei herunterladen.
Der Satz beginnt als marschartige Fanfare im Forte-Unisono, deren einzelne Floskeln (Tonwiederholung mit punktiertem Rhythmus sowie auftaktige Zweiunddreißigstel-Triole mit anschließendem Oktavsprung abwärts) durch Pausen getrennt sind. Kontrastierend antworten die Streicher im Piano mit einer sanglichen Figur, die ebenfalls mit der auftaktigen Triole beginnt (Violen mit versetztem Einsatz). Fanfare und Antwort werden wiederholt. Der Abschnitt bis Takt 11 kann als erstes Thema im weiteren Sinne angesehen werden.
Der folgende Überleitungsabschnitt (Takt 12–32) enthält im Tremolo geführte Akkordmelodik, Synkopen sowie das „Auftaktmotiv“ der Anfangsfanfare, das nun jedoch ohne Intervallsprung auftritt und (auch) als Sechzehntel-Triolenbewegung fortgesponnen wird. Zudem ist ein kleines neues Motiv (Takt 20–23) eingeschaltet, ebenfalls auftaktig und mit Tonwiederholungen. Ab Takt 24 tritt das Triolen-Auftaktmotiv als Pendelbewegung auf, diese wird dann in Achteln nochmals wiederholt. Ab Takt 28 findet über einem „Trommelbass“ auf A ein Wechsel von D- und A-Dur statt, der mit einem Akkord auf A-Dur (der Doppeldominante zu G-Dur) endet; dieser Akkord wirkt dominantisch zum folgenden Eintritt des zweiten Themas in D-Dur.
Eingeleitet vom ganztaktigen, signalartigen Unisono-D im Forte, schließt das zweite Thema mit periodischer Struktur an. Im Vordersatz sind bis auf das Fagott nur Streicher beteiligt, im Nachsatz auch die Bläser. Kennzeichnend ist die abgesetzte Tonrepetition in der stimmführenden 1. Violine und ein Halbtonschritt im Bass; der Charakter ist „tändelnd, gleichsam auf der Stelle sich drehend“.
In Takt 49 beginnt ein Crescendoabschnitt vom Pianissimo bis zum Fortissimo. Die sich über dem Trommelbass aufschraubende Melodielinie ist hierbei im Tremolo geführt und enthält neben dem Oktavsprung vom Satzanfang auch etwas Chromatik. Die Bewegung mündet in einer D-Dur – Passage, bei der über einer Figur aus gebrochenen Akkorden das Fanfarenmotiv versetzt in Bass und den Violen auftritt. Die Schlussgruppe ab Takt 65 enthält Akkordmelodik. Die Exposition endet in Takt 69 mit drei Viertelschlägen im Unisono auf D.
Die Durchführung eröffnet mit einem überleitungsartigen Abschnitt im Piano, der durch seinen Wechsel von Staccato- und Legato-Achtelläufen sowie durch fanfarenartige Einwürfe der Bläser (nicht identisch mit der Anfangsfanfare) gekennzeichnet ist. In Takt 85 setzt eine relativ lange Tremolopassage im Forte an, bei der das Fanfarenmotiv (vom Satzanfang) versetzt zwischen 2. Violine und den Violen auftritt, während sich das dominierende Tremolo der 1. Violine taktweise minimal abwärts bewegt. Als Bassfigur tritt wiederum der Trommelbass auf. Nach einem G-Dur – Septakkord und zwei energisch wiederholten Floskeln endet die Durchführung als Unisono-Passage, an deren Schluss die auftaktige Zweiunddreißigstel-Triole vom Satzanfang fünfmal im Forte wiederholt wird.
Anstelle der zu erwartenden Reprise folgt jedoch – für den Hörer durch eine Generalpause mit Fermate getrennt – der zweite Satz.

### Zweiter Satz: Andante
G-Dur, 3/8-Takt, Takt 110–207
Introduction de l'Andante:
Die Audiowiedergabe wird in deinem Browser nicht unterstützt. Du kannst die Audiodatei herunterladen.
Zunächst tragen die Streicher im Piano das Hauptthema mit sanft-wiegendem Charakter vor, teilweise begleitet von den Fagotten und den Flöten. Es hat periodische Struktur aus jeweils achttaktigem Vorder- und Nachsatz, wobei diese wiederum in zweitaktige Einheiten strukturierbar sind. In Takt 126 folgt ein viertaktiges Motiv in den Streichern mit stimmführender 1. Violine, während 2. Violine und Violen in Legato-Sechzehnteln begleiten (Bass und Fagott spielen lediglich Einzeltöne am Taktanfang). Dieses Motiv wird verändert wiederholt und spinnt dann die Legato-Bewegung unter Anreicherung von Chromatik fort.
Einen kontrastierenden Einwurf bildet die (wiederum) fanfarenartige Passage für Oboen und Hörner von Takt 144 bis 148, deren Zielharmonie D-Dur kurzfristig nach h-Moll abrutscht (Takt 150). Die folgende punktierte Bewegung der Streicher führt zum unisono vorgetragenen, gebrochenen D-Dur – Septakkord, mit dem der erste Teil endet.
Das Anfangsthema wird nun wiederholt; ab Takt 63 folgt jedoch eine abweichende Fortspinnung mit betonten Vorhalten, weitschweifigen Sechzehntel-Figuren im Legato und einer Floskel mit punktiertem Rhythmus, die man sich vom Motiv in Takt 126 ff. abgeleitet denken kann. Das Thema wird dann ein zweites Mal wiederholt, wobei der Nachsatz mit stimmführenden Bläsern gehalten ist. Es folgt unmittelbar die Bläserfanfare analog Takt 144 ff., die über eine kurze Kadenz ohne Zäsur in den dritten Satz übergeht.

### Dritter Satz: Primo tempo
G-Dur, 4/4-Takt, Takt 208–274
Der dritte Satz kann als die beim ersten Satz fehlende Reprise aufgefasst werden. Diese fängt jedoch nicht mit der gewohnten Fanfare an, sondern mit einem pendelartigen, weitgehend unisono vorgetragenen Motiv in kennzeichnenden forte-piano – Wechseln. Mit dem Trommelbass analog Takt 28 und dem anschließenden zweiten Thema folgt der weitere Satzverlauf dann fast wörtlich dem Allegro, die Harmonien sind nun jedoch auf die Tonika bezogen. Anstelle des Schlusses der Exposition hat Mozart ab Takt 256 eine Coda gesetzt, welche das erste Thema und den Beginn der Überleitung aufgreift, jedoch die zweite Fanfare des ersten Satzes ausbruchartig im Fortissimo einschiebt. Damit treten erstes und zweites Thema spiegelbildlich zur Exposition (d. h. zum ersten Satz) auf.